# Heinrich von Hattingen
Heinrich von Hattingen (* im 14. Jahrhundert; † im 15. Jahrhundert) war Domherr in Münster.

## Leben
Heinrich von Hattingen wurde als Sohn des Gerwin von Hattingen (Hattnegge) und dessen Gemahlin Agnes ?? geboren und findet als Domherr zu Münster erstmals am 6. Februar 1390 urkundliche Erwähnung. Er war Inhaber der Archidiakonate Auf dem Braem, Alstätte und Groenlo sowie 1405 Mitglied der Bischofssynode. Über seinen weiteren Lebensweg gibt die Quellenlage keinen Aufschluss.